# Esquadra em potência

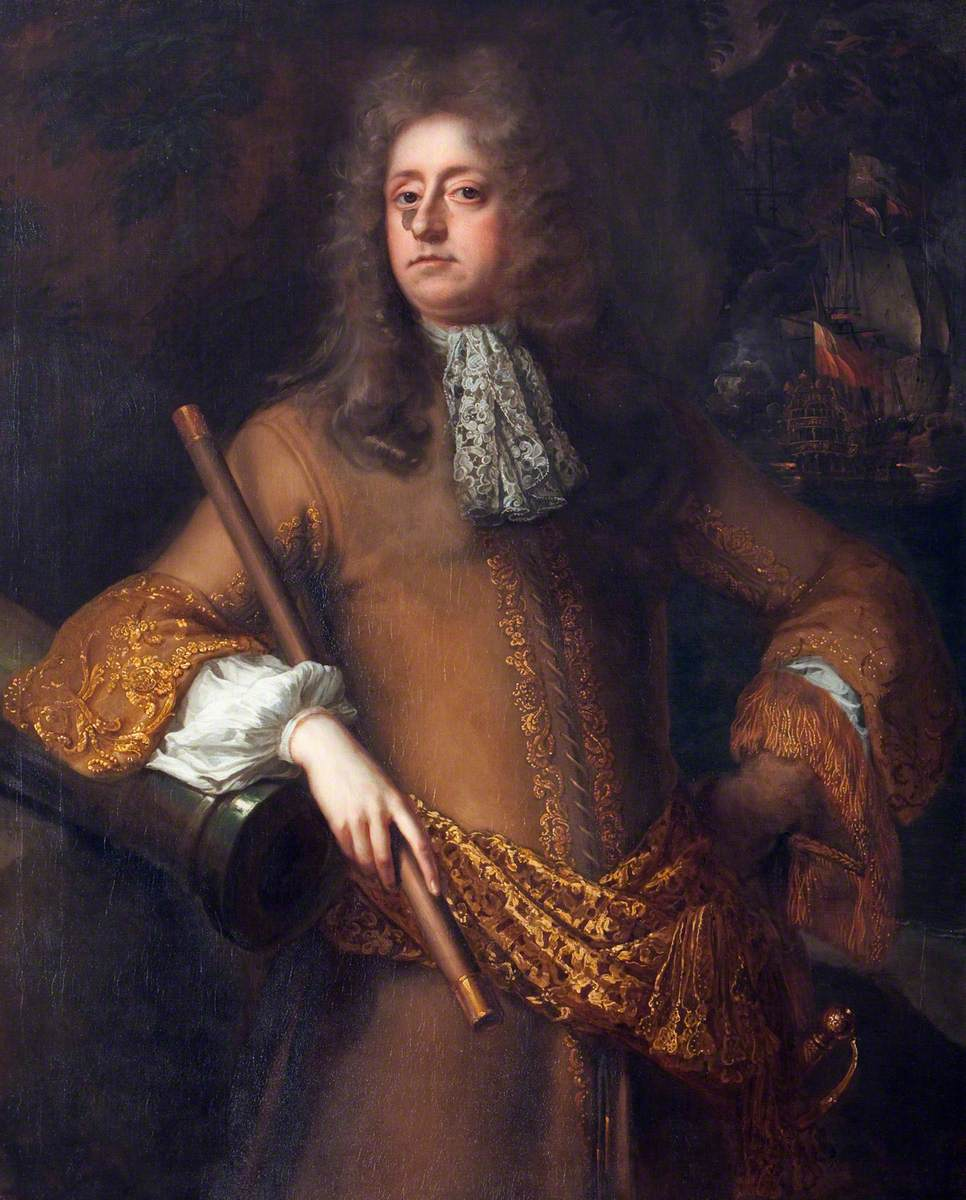
Arthur Herbert, 1º Conde de Torrington, que cunhou o conceito de "esquadra em potência" em 1690

Na guerra naval, uma "esquadra em potência" é um termo usado para descrever uma força naval que estende uma influência controladora sem nunca deixar o porto. Se a frota deixasse o porto e enfrentasse o inimigo, ela poderia perder a batalha e não mais influenciar suas ações, mas enquanto permanecesse em segurança no porto, o inimigo seria forçado a mobilizar forças continuamente para se proteger contra a possibilidade de se tornar um participante ativo. Uma "esquadra em potência" pode fazer parte de uma doutrina de negação do mar, mas não de controle do mar.

## Uso do termo
O termo foi usado pela primeira vez em 1690, quando Lord Torrington, comandante das forças da Marinha Real no Canal da Mancha, se viu diante de uma frota francesa mais forte. Ele propôs evitar uma batalha naval, exceto em condições muito favoráveis, até que pudesse ter reforços. Mantendo assim a sua “esquadra em potência” (em inglês: fleet in being), ele poderia manter uma ameaça ativa que forçaria o inimigo a permanecer na área e impedi-lo-ia de tomar a iniciativa noutro local.

### Uso secundário
Rudyard Kipling publicou uma série de artigos sobre a Frota Britânica do Canal sob o título A Fleet in Being: Notes of Three Trips with the Channel Squadron em 1898, mas não usou o termo no sentido descrito aqui.

## Conceito
O conceito de "esquadra em potência" baseia-se na suposição de que a frota está relativamente segura no porto, mesmo perto do inimigo. Embora a atualidade tenha em parte mudado esse cenário, durante grande parte da história humana uma frota que estava no porto estava muito menos exposta a ataques e a outros perigos, como tempestades. Isso tornava difícil, ou até mesmo impossível, que um inimigo danificasse a frota sem sofrer perdas desproporcionais.
O inimigo não pode simplesmente ignorar a frota porque ele sempre tem a opção de fazer surtidas e atacar onde quer que haja condições favoráveis. Entretanto, a força de bloqueio tem que ser significativa o suficiente para que a frota não consiga atacá-la sozinha. Isso cria um impasse que favorece o defensor porque o atacante sempre precisa mobilizar uma força superior para combatê-lo, e essas unidades ficam impossibilitadas de executar outras tarefas. Dessa forma, ao contrário do que se acreditava quando da criação desta teoria, tornou-se possível adotar posições defensivas no mar.
Após a Primeira e Segunda Guerras Mundiais, no entanto, tornou-se óbvio que o poder aéreo e submarino tornava uma frota concentrada em um porto vulnerável, e uma frota, por si só, se tornava arriscada demais para ser prática.
Isso não torna uma frota completamente irrelevante porque há situações em que um inimigo não está disposto ou não consegue atacar a frota no porto, como por razões políticas.
Um exemplo disso ocorreu durante a Guerra das Malvinas. Após analisar as alternativas, "A estratégia que foi aceita pela Marinha Argentina [na Guerra das Malvinas de 1982] foi o conceito de 'esquadra em potência'... A frota não realizaria um ataque direto; eles só atacariam quando as probabilidades estivessem a seu favor. Caso contrário, permaneceriam fora de quaisquer zonas de exclusão britânicas declaradas e esperariam por um alvo de oportunidade." Os argentinos não conseguiram fazer nenhum uso positivo de sua "esquadra em potência", porque o naufrágio do ARA General Belgrano pelo HMS Conqueror mostrou que os cruzadores da Segunda Guerra Mundial e outros ativos da Marinha Argentina eram vulneráveis a ataques de submarinos contemporâneos.
Embora menos desenvolvidos, há alguns casos semelhantes para forças aéreas. Durante a Guerra do Golfo, Saddam Hussein usou sua força aérea com uma doutrina operacional análoga à "esquadra em potência".

## Exemplos
O impasse entre a Frota de Alto Mar e a Grande Frota durante a Primeira Guerra Mundial é um dos grandes exemplos de embates que envolveram o uso do conceito de "esquadra em potência". A Alemanha preferiu manter sua frota intacta, em vez de correr o risco de perder em um grande confronto com a Marinha Real, principalmente após a Batalha da Jutlândia.
Já na Segunda Guerra Mundial, as ações da Regia Marina italiana em 1940 também demonstram esse conceito. Após uma série de pequenas batalhas contra a Marinha Real, que foram em sua maioria inconclusivas, a maior parte da frota italiana foi deixada em Taranto, de onde poderia rapidamente atacar qualquer tentativa britânica de chegar a Malta, exercendo uma "influência desproporcional na estratégia britânica e na disposição da frota". Mesmo após o grande sucesso tático do ataque do porta-aviões britânico a Taranto em novembro de 1940, o fracasso britânico em desferir um golpe decisivo na frota italiana resultou na Marinha Real concentrando forças navais substanciais no Mediterrâneo pelos próximos três anos.
Na Kriegsmarine nazista, o encouraçado alemão Tirpitz serviu durante toda a sua carreira como um "efetivo em potência". Embora nunca tenha disparado um tiro contra um navio inimigo, sua mera presença nos fiordes noruegueses forçou a Marinha Real e seus aliados a alocar poderosos navios de guerra na defesa de comboios no Ártico, e fez com que um grande comboio (PQ 17) se dispersasse, sofrendo enormes perdas, principalmente para submarinos e aeronaves. Um ataque de submarinos de bolso em 1943 e sucessivos ataques aéreos lançados pela RAF e pela Fleet Air Arm removeram a ameaça em novembro de 1944, quando o Tirpitz foi afundado em Tromsø por bombardeiros Lancaster.